# 마크 래즈리
마크 래즈리(영어: Marc Lasry, 1959년 9월 23일~)는 모로코 태생의 미국 기업가이다.
헤지 펀드 회사 애비뉴 캐피털의 설립자이자 현 CEO이며 일반인들에게는 NBA 농구 팀 밀워키 벅스의 구단주로 알려져 있다. 유대인으로 모로코 마라케시에서 출생하여 7세 때 미국으로 이주한 이민세대이다. 그는 또한 빌 클린턴, 힐러리 클린턴 부부의 오랜 친구로 알려져 있으며 그들에게 선거 자금을 대기도 했다.